# Морський, річковий і портовий музей Руана
Морськи́й, річко́вий та порто́вий музе́й Руа́на (фр. Musée maritime fluvial et portuaire de Rouen) ілюструє історію порту Руана, який є одним з найбільших портів Франції (одночасно річковим та морським).

## Музей
Головні теми:
- Історія порту з численними фотографіями, і виставка присвячена, руйнуванням викликаним Другою світовою війною
- Інфраструктура порту та міри, необхідні для забезпечення судноплавства Сеною
- Великі Руанські парусники з резервуарами, які йшли в Нову Каледонію завантажувати нікель
- Торговий флот, з численними макетами вантажних суден, серед яких судна, які колись швартувалися поблизу від ангара, де знаходиться музей
- Річкове судноплавство
- Суднобудування
- Китобійний промисел, зі скелетом кита
- Історія підводних човнів, з копією внутрішньої частини судна Наутілус

Тут також можна побачити двигуни барж та траулерів, дзвін, попереджуючий про туман, колись розташований в гирлі річки Рісл, водолазне устаткування та репродукція кабіни радіо-судна шістдесятих років.
Скелет кита (наданий музеєм природознавства Руана) виставлений посеред музею. Він належить фінвалу у віці 7 років, останки якого знайшли на пляжі.
38-метрова Баржа, Pompon Rouge, виставлена у дворі музею. Трюм був трохи переобладнаний у виставкову залу, присвячену річковій навігації, включаючи макет шлюзу.
Крім цього, тут регулярно проводять тимчасові виставки, присвячені різним темам, як наприклад перевантажувальний міст Руана або вікінги.

## Галерея

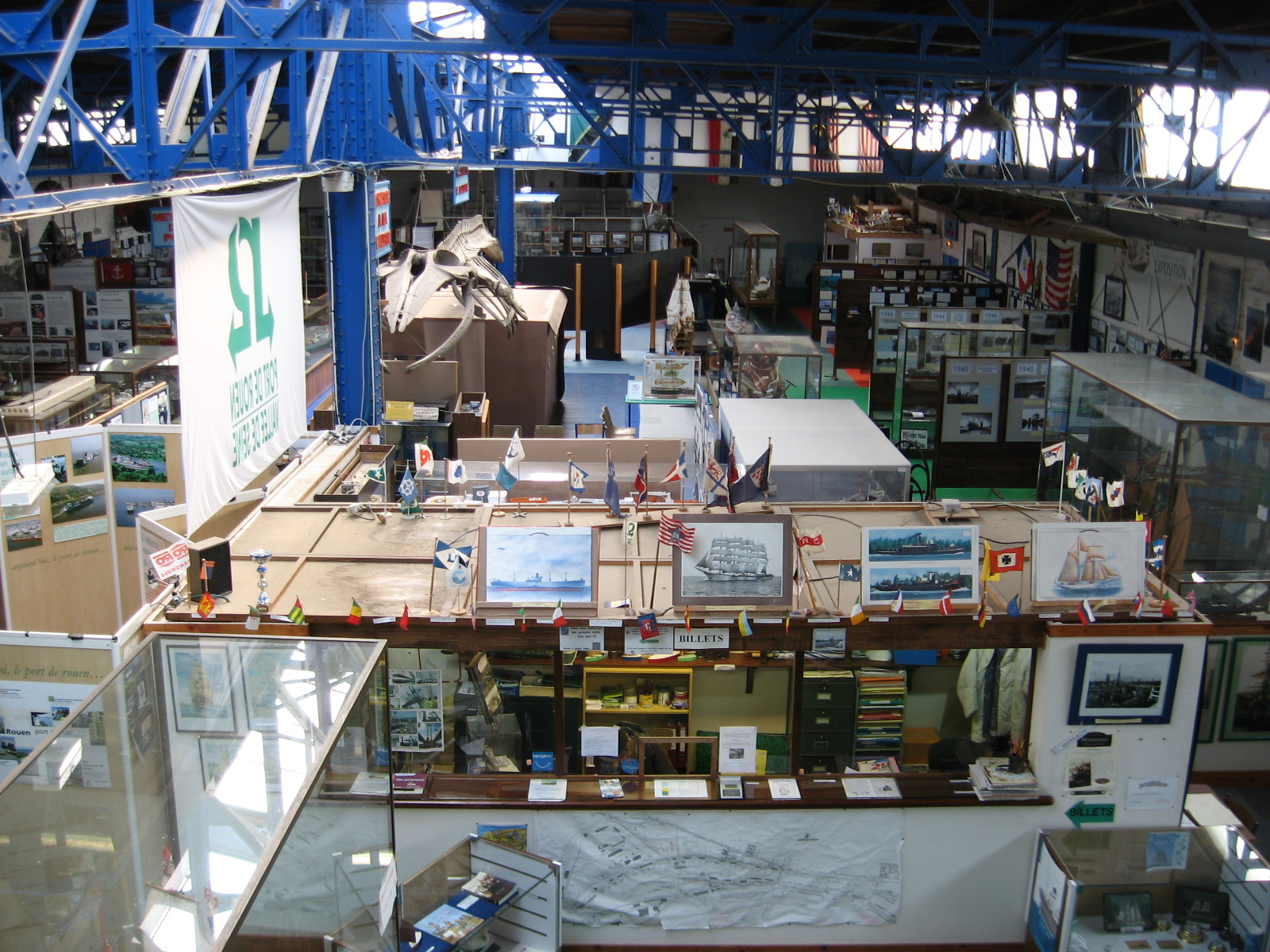
Загальний вигляд музею
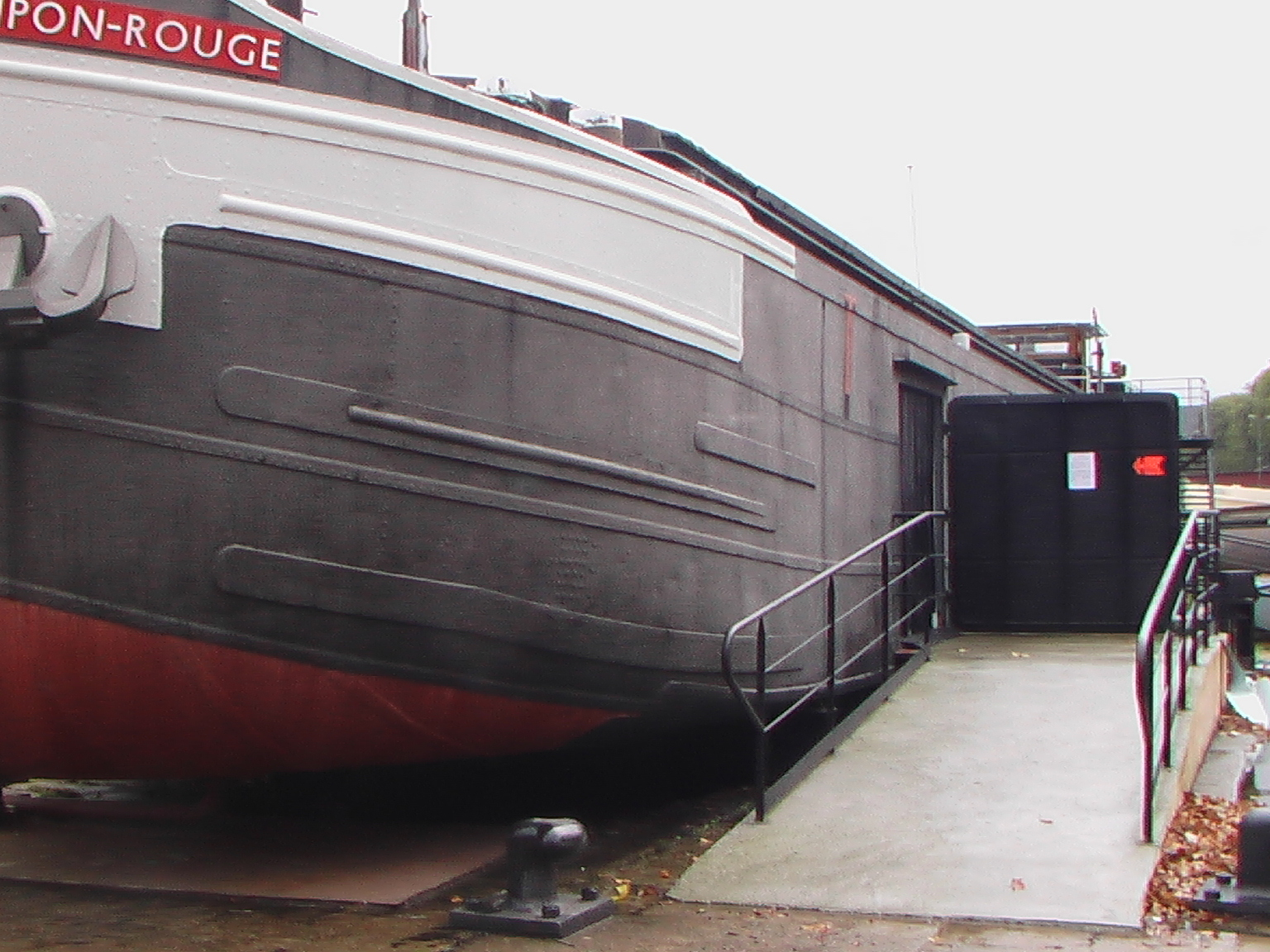
Баржа Pompon Rouge, зараз виставковий зал
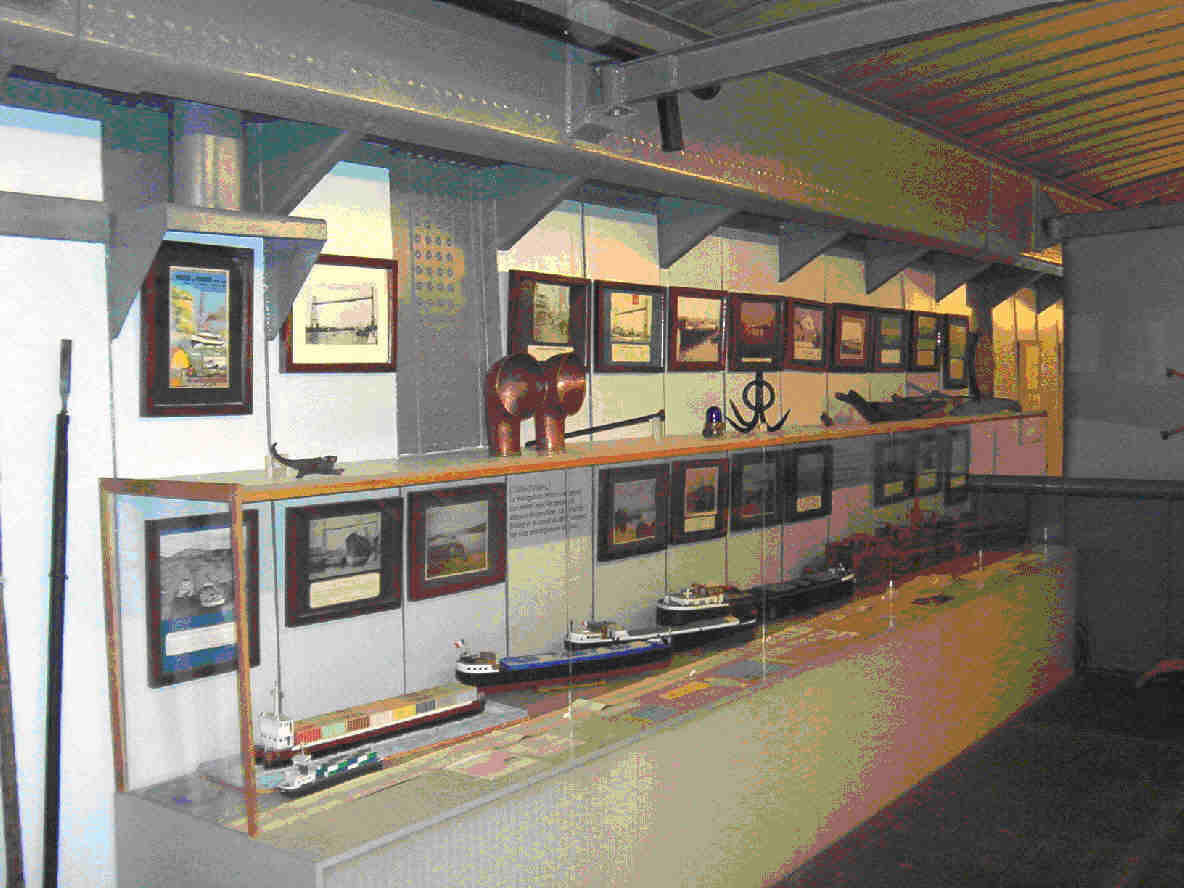
Трюм баржі, з постійною виставкою річкової навігації
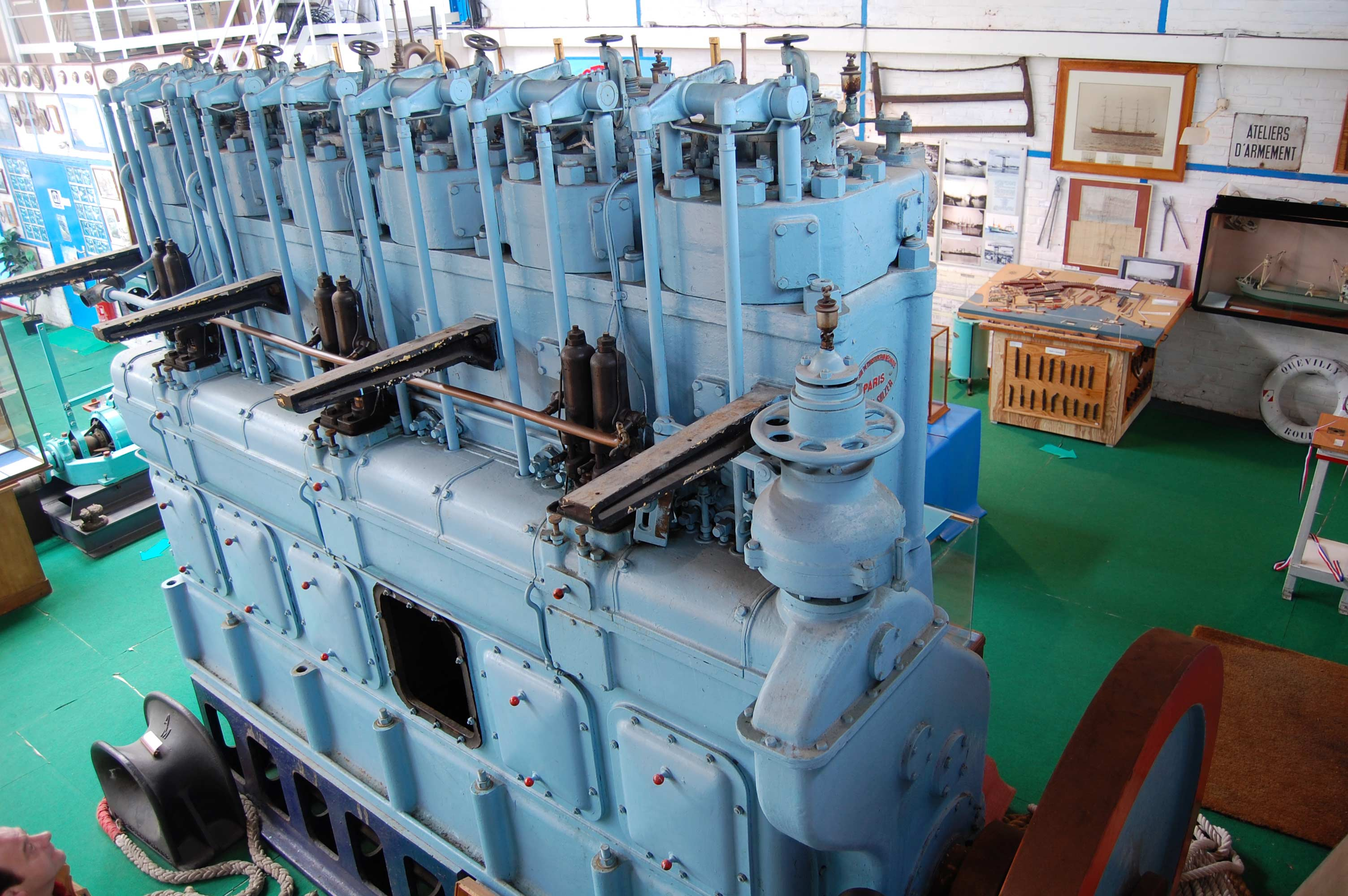
Двигун Sulzer (400 к.с. 28 тонн), який призначався для траулера (1937)
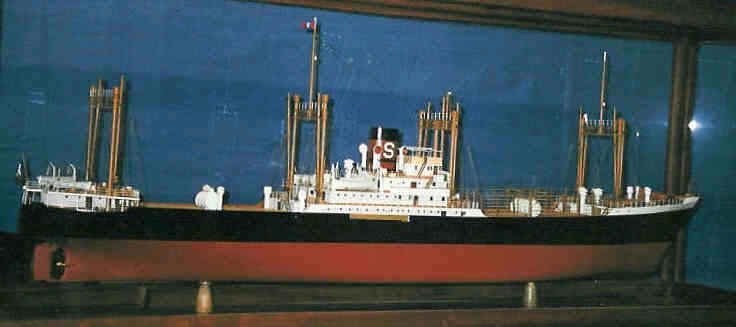
Макет Marie-Louise Schiaffino, судна, яке регулярно стикувалося перед колишнім ангаром №13
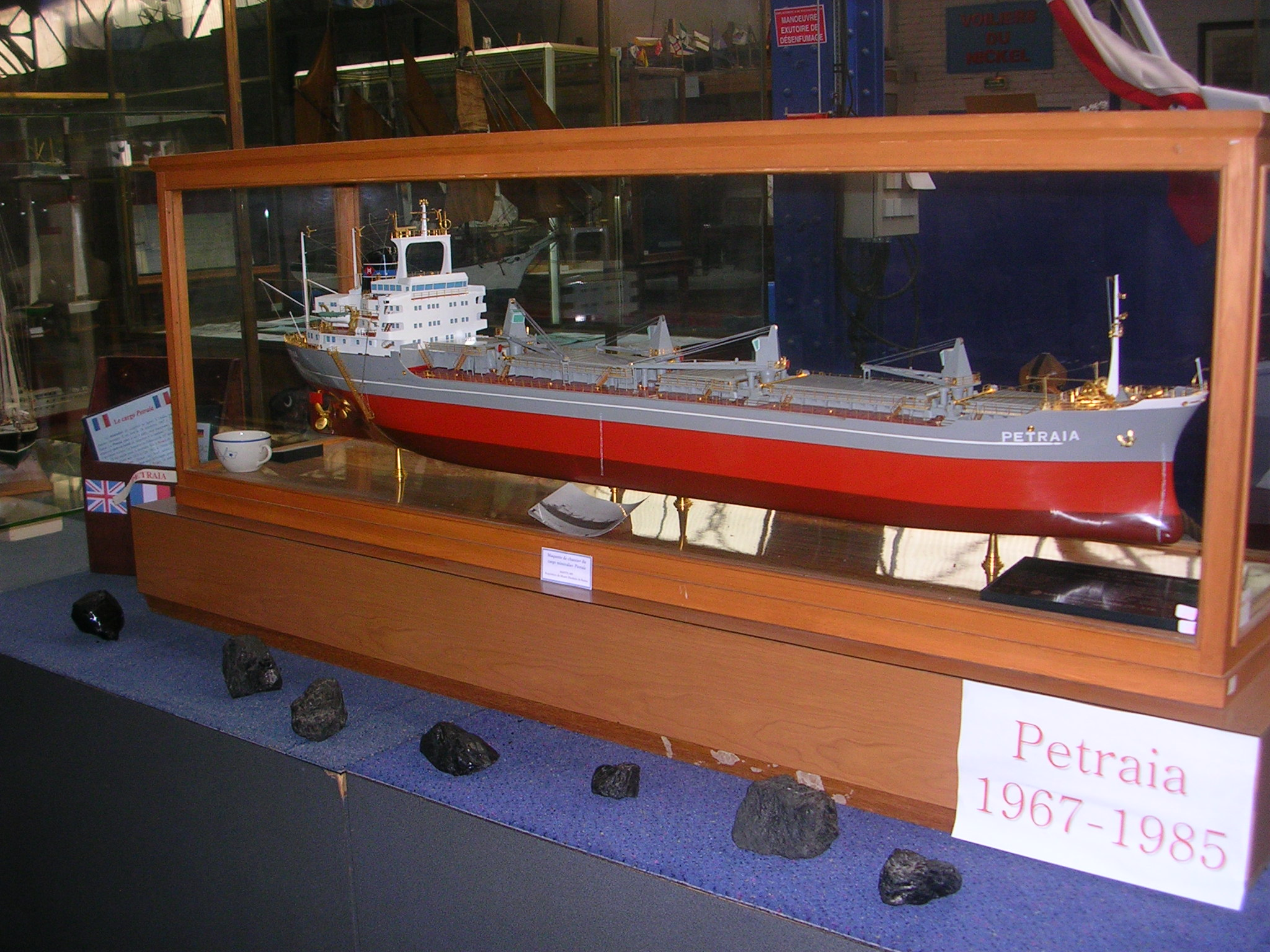
Макет Petraia, судна, яке стикувалося до вугільного доку на Сені біля ангара №13
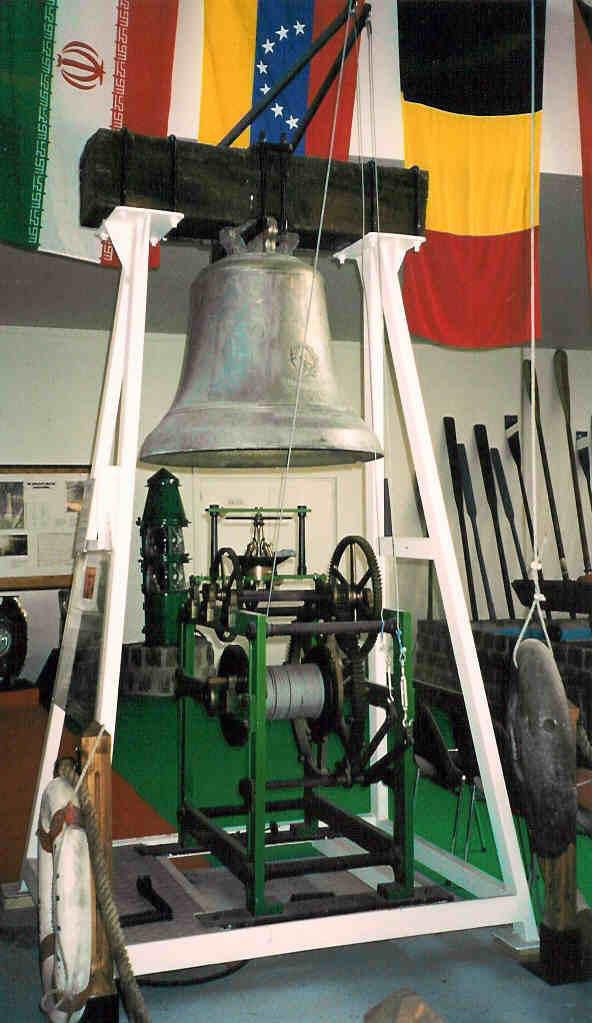
Дзвін, що попереджував про туман, колись розташований в естуарії річки Рісл
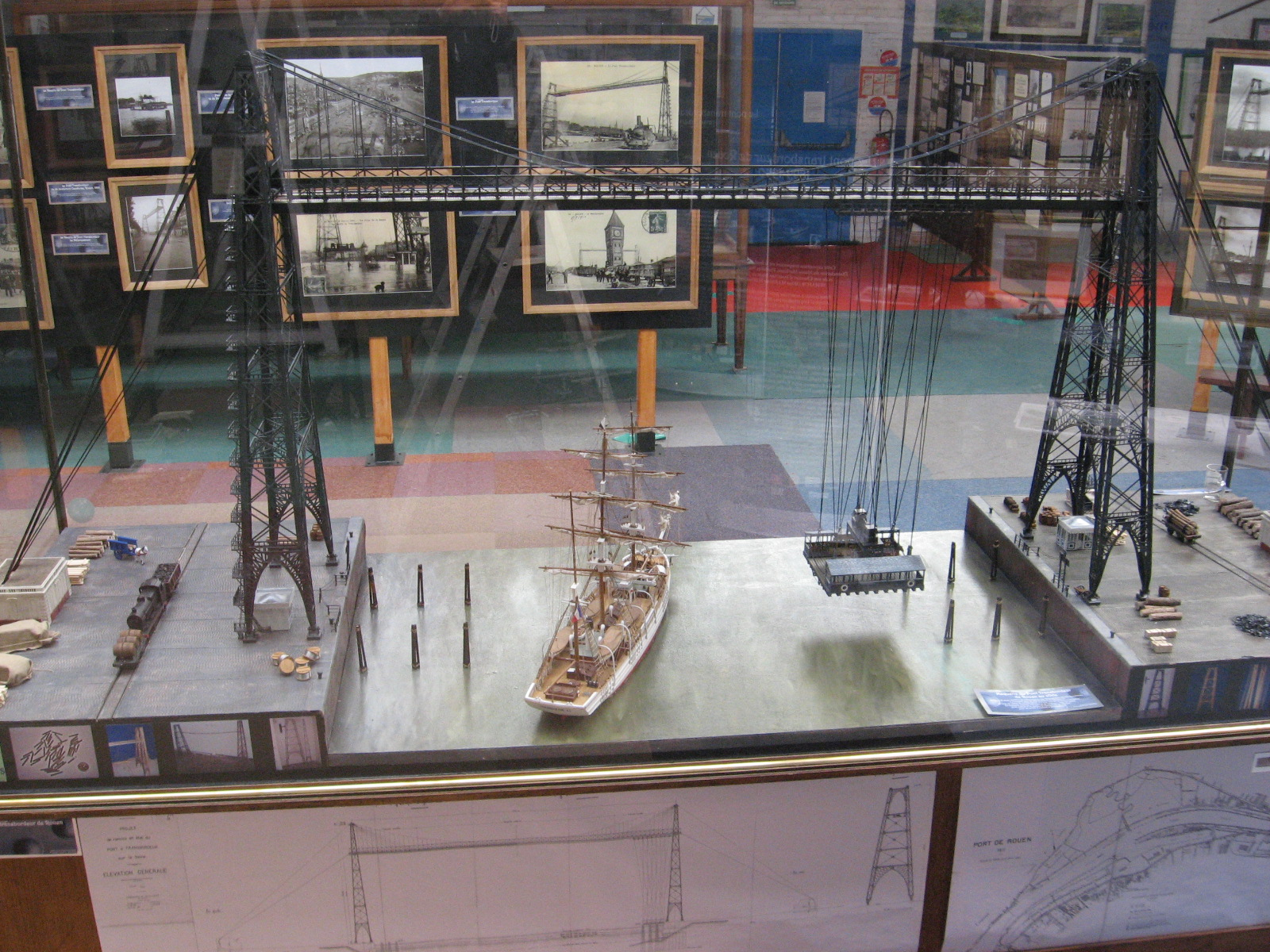
Макет перевантажувального моста Руана
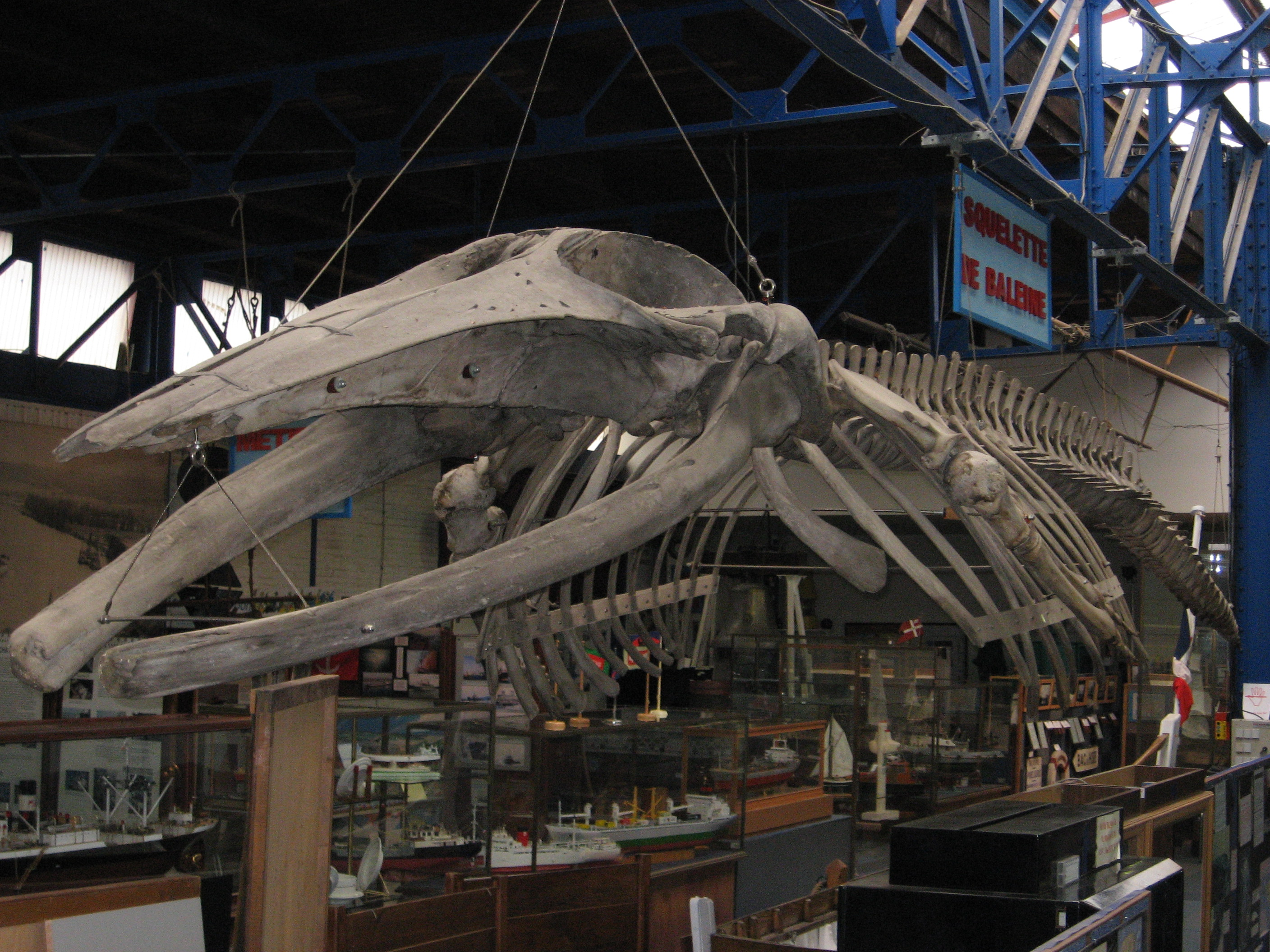
Скелет кита
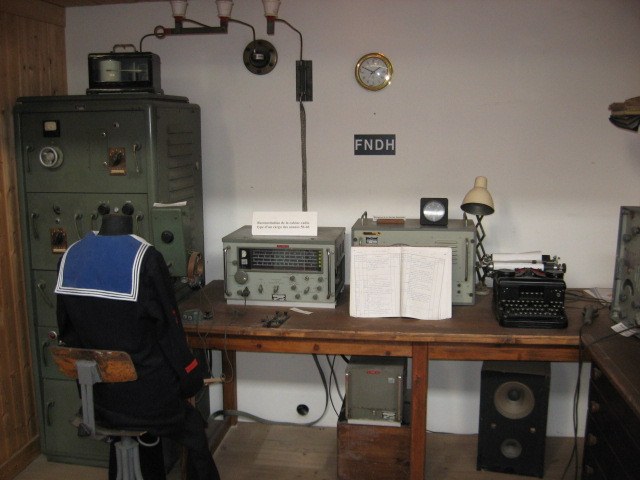
Копія кабіни радіо-судна шістдесятих років
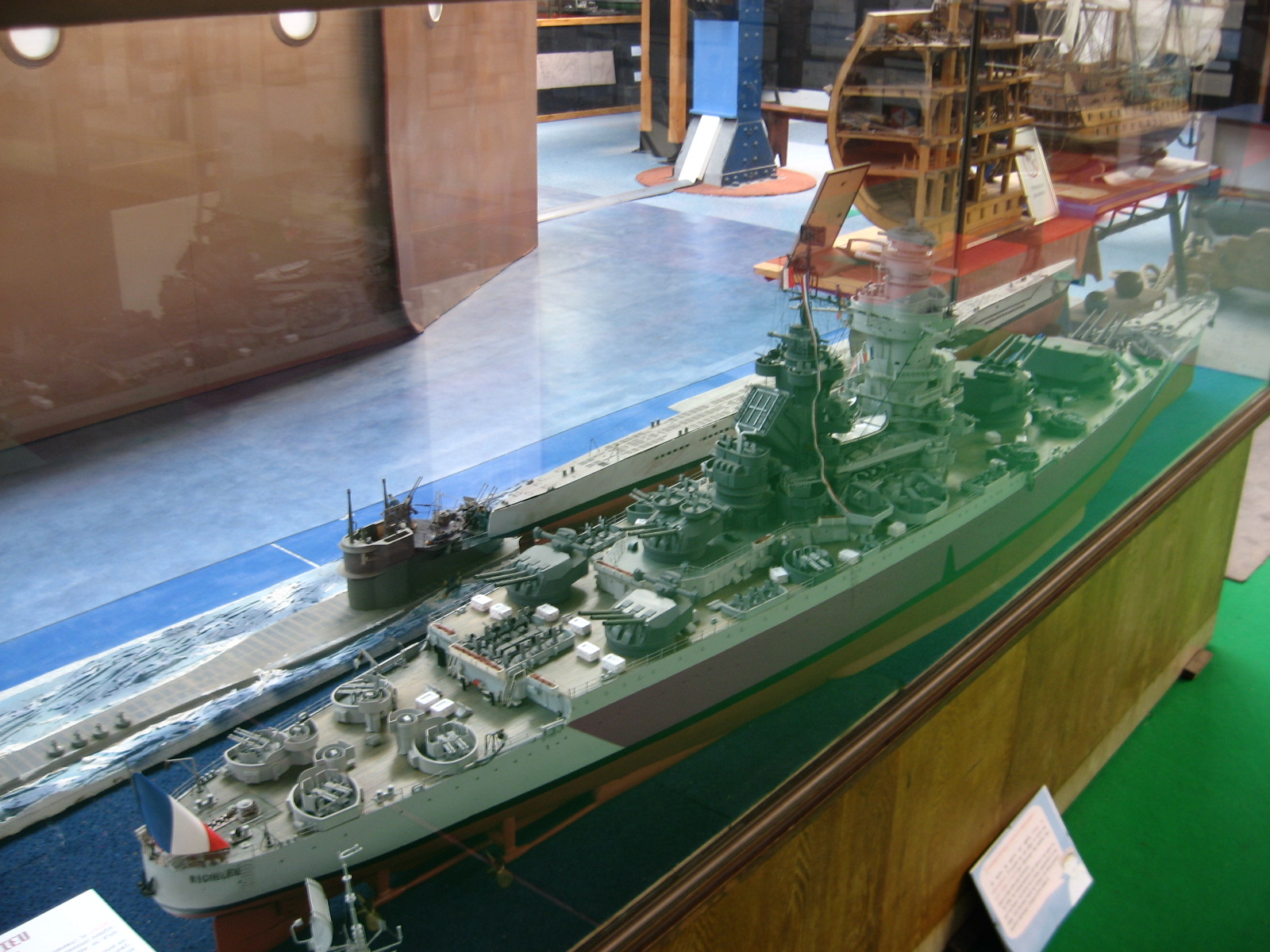
Макет бойового корабля Рішельє (1939)
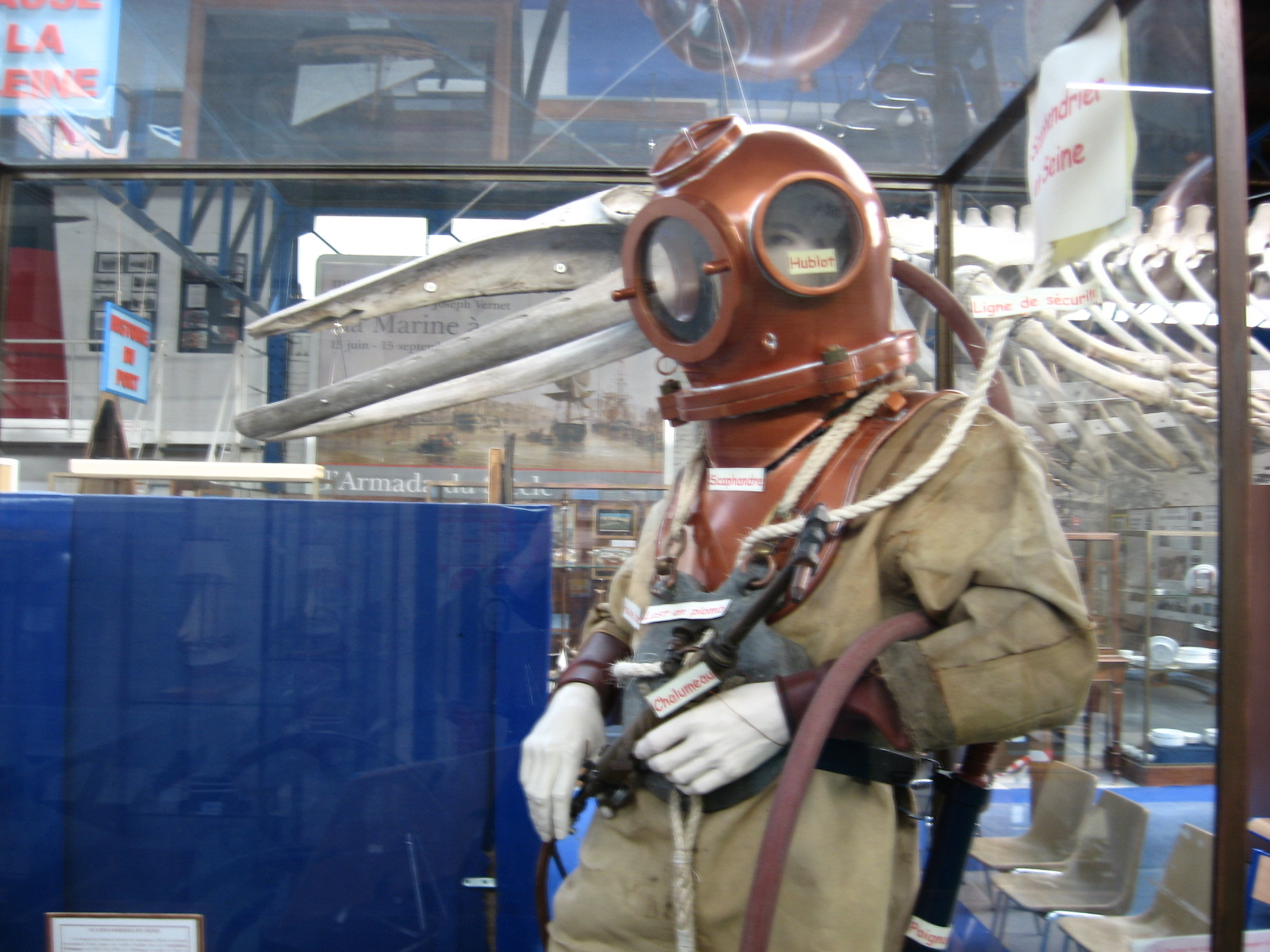
Костюм водолаза